# Szare Szeregi

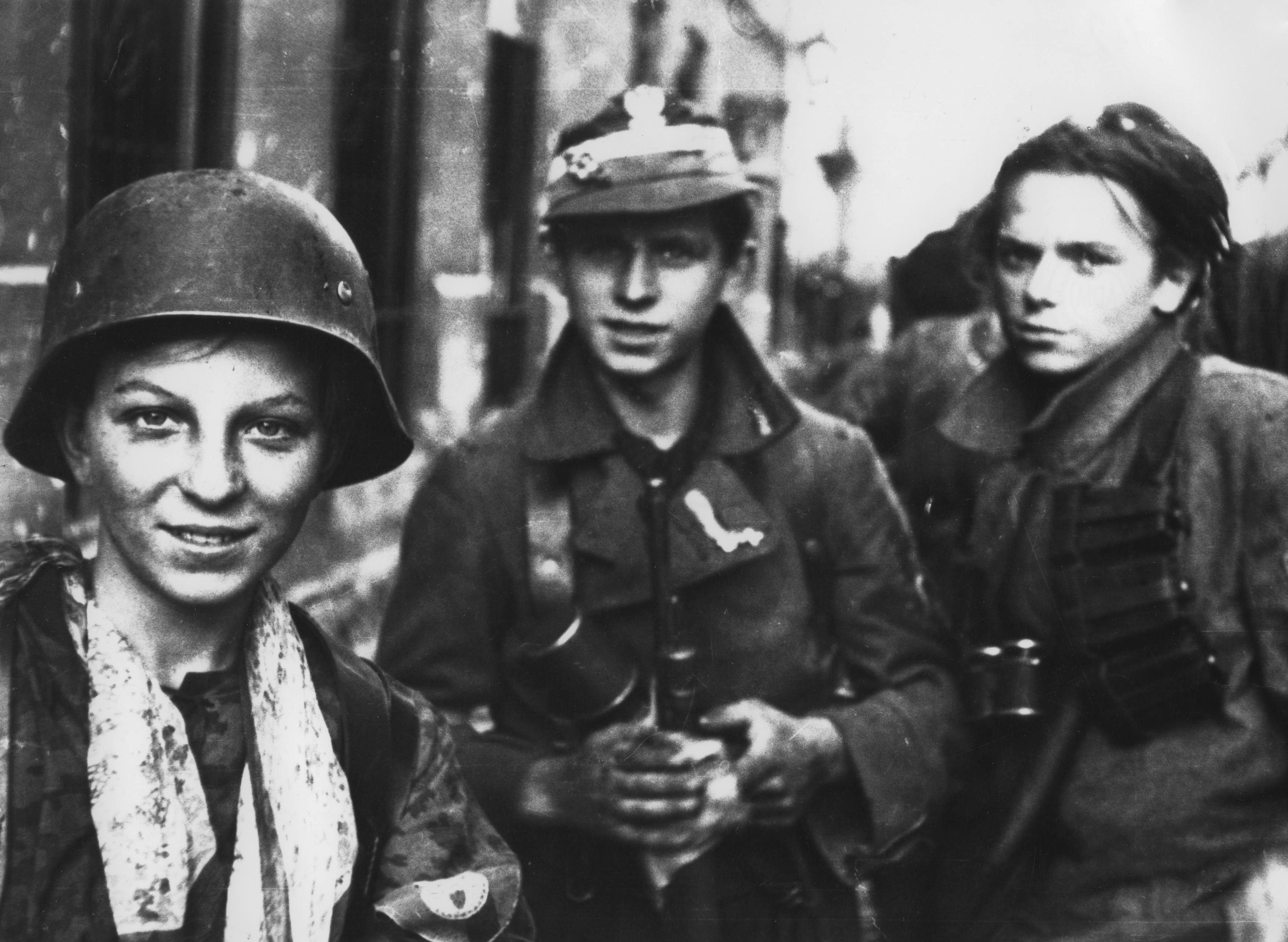
Medlemmar ur Szare Szeregi under Warszawaupproret år 1944.

Szare Szeregi (svenska "De grå leden") var kodnamnet för den polska underjordiska paramilitära scoutrörelsen under andra världskriget. Szare Szeregi skapades den 27 september 1939, en knapp månad efter andra världskrigets utbrott och bekämpade den tyska ockupationen i Warszawa. Organisationen, som samarbetade med Armia Krajowa, förövade ett flertal attentat.

## Genomförda operationer i urval
| Kodnamn                               | Datum            | Åtgärd                                                                                         |
| ------------------------------------- | ---------------- | ---------------------------------------------------------------------------------------------- |
| Akcja pod Arsenałem Operation Arsenal | 26 mars 1943     | Fritagning av scoutledaren Jan Bytnar och 24 andra fångar vid en fångtransport                 |
| Akcja Schultz Operation Schultz       | 6 maj 1943       | SS-Obersturmführer Herbert Schultz, fångvaktare i Pawiak-fängelset, sköts ihjäl                |
| Akcja Lange Operation Lange           | 22 maj 1943      | SS-Rottenführer Ewald Lange, fångvaktare i Pawiak-fängelset, sköts ihjäl                       |
| Akcja Bürkl Operation Bürkl           | 7 september 1943 | SS-Oberscharführer Franz Bürkl, ställföreträdande kommendant för Pawiak-fängelset, sköts ihjäl |
| Akcja Kutschera Operation Kutschera   | 1 februari 1944  | SS-Brigadeführer Franz Kutschera, SS- och polischef i distriktet Warschau, sköts ihjäl         |